# Sinagoga de Vani
La sinagoga de Vani (en georgiano: ვანის სინაგოგა) es una sinagoga ubicada en Vani, región de Imericia, Georgia.

## Historia
La sinagoga se construyó en el siglo XIX. 

## Arquitectura
El exterior e interior del edificio se encuentran enlucidos y pintados de blanco.